# Yabu Kentsū
Kentsū Yabu (屋部 憲通 Yabu Kentsū?, 23 de septiembre de 1866 - 27 de agosto de 1937), fue un destacado maestro de Shōrin-ryū karate en Okinawa desde 1910 hasta la década de 1930, y fue una de las primeras personas en demostrar el karate en Hawái.

## Historia
Yabu nació en  Shuri, Okinawa, el 23 de septiembre de 1866. Era el hijo mayor de Yabu Kenten y Shun Morinaga. Tenía tres hermanos, tres hermanas y tres medias hermanas. El 19 de marzo de 1886, se casó con Takahara Oto (1868-1940).
De joven, Yabu recibió entrenamiento en el karate Shōrin-ryū. Sus profesores incluyeron a Matsumura Sōkon y  Itosu Anko.
Yabu se unió al ejército japonés en 1891. Sirvió en Manchuria durante la primera guerra sino-japonesa de 1894-1895. Recibió ascenso a teniente, pero a estudiantes posteriores, a menudo se lo conocía como  gunso  o sargento.
Luego de terminar el servicio, Yabu estudió en el Colegio de Capacitación de Profesores de la Prefectura de Shuri y, en 1902, se convirtió en profesor en la Escuela Número Uno de la Prefectura de Shuri.
En 1908, el hijo mayor de Yabu, Kenden, fue a Hawái. En 1912, Kenden fue a California. En los EE. UU., Kenden Yabu se hizo conocida como Kenden Yabe, después de un método de transliteración que luego se usaba en los pasaportes japoneses.
En 1919, Kenden Yabe se casó, y en 1921, su esposa quedó embarazada. Yabu Kentsu inmediatamente fue a California para visitar a su hijo (y, con suerte, a su nieto). Sin embargo, Kenden Yabe y su esposa solo tuvieron hijas. Así, Yabu Kentsu volvió a Okinawa decepcionado.
Yabu visitó los Estados Unidos dos veces, una vez durante 1921-1922, y otra vez en 1927. Durante la segunda visita, regresó a Okinawa vía Hawái. Pasó unos nueve meses en el Territorio. Pasó la mayor parte de su tiempo en Oahu, pero también visitó otras islas. En Honolulu, dio dos demostraciones públicas de karate en el Nuuanu YMCA.
En 1936, Yabu visitó Tokio. Mientras estuvo allí, visitó al joven Shōshin Nagamine, quien más tarde se convirtió en otro conocido maestro de karate.
Yabu murió en Shuri, Okinawa, el 27 de agosto de 1937.

## Influencia en el Karate
Como exsoldado, se ha acreditado a Yabu por ayudar a hacer que el entrenamiento de karate de Okinawa sea más militar. Es decir, se esperaba que los estudiantes se alinearan en filas y respondieran por los números. Si es así, esto probablemente fue parte de la militarización general del atletismo japonés común a principios del siglo XX. Sin embargo, no hay duda de que sus métodos implicaban mucha repetición de memoria.
Entre sus katas favoritas se incluía Gojūshiho y naihanchi.